# فرانسيس ماري بيرك
فرانسيس ماري بيرك (بالإنجليزية: Frances Marie Burke)‏ هي عارضة أمريكية، ولدت في 4 مايو 1922 في فيلادلفيا في الولايات المتحدة، وتوفيت في 2 ديسمبر 2017.